# Gymnocypris eckloni
Gymnocypris eckloni är en fiskart som beskrevs av Herzenstein, 1891. Gymnocypris eckloni ingår i släktet Gymnocypris och familjen karpfiskar. Inga underarter finns listade i Catalogue of Life.